# Fernande Schulmann
 (juin 2016).
Pour les articles homonymes, voir Schulmann.
Fernande Schulmann-Métraux (née Fernande Schulmann le 6 juin 1924 à Paris 6e et morte le 23 avril 2014 à Paris 9e) est une écrivaine, critique d'art et productrice d'émissions de radio sur France Culture.

## Biographie
Fernande Schulmann est née à Paris le 6 juin 1924. La guerre est un moment difficile pour elle et sa famille, juive, et l’oblige à une errance en France de 1940 à 1944. Au retour, après des études de lettres et d’histoire de l’art, elle entre en 1954 au Centre d’études sociologiques (C.E.S.) comme collaboratrice du sociologue Georges Friedmann. Elle y reste six ans.[réf. nécessaire] En 1958, elle publie un premier livre aux Éditions du Seuil.
Compagne, puis dernière épouse de l’anthropologue Alfred Métraux, spécialiste de l’Amérique latine, elle accomplit avec lui de nombreux voyages, qu’elle poursuit après le décès de son mari en avril 1963. Elle poursuit ensuite une activité littéraire, tout en collaborant à la revue Esprit (178 chroniques) d’abord en tant qu’analyste de faits-divers, puis critique littéraire (dans le registre des journaux intimes et des correspondances), enfin comme critique d’art. 
Entre 1965 et 1979, elle devient également productrice à France Culture de 25 heures d’émissions d’entretiens (Alain Cuny, Georges Jeanclos, etc.), de séries littéraires sur Barbey d’Aurevilly, Lacenaire, George Sand, entre autres, et d’une dramatique. Collabore également à la revue Les Temps Modernes, Traces, L’Arche. 
En 1980, elle sort un livre basé sur le  témoignage de 25 personnes et de leur expérience de l'antisémitisme pendant leur jeunesse.  
En 1984, elle devient membre du comité de rédaction des Nouveaux Cahiers, en tant que journaliste et critique d’art. Elle est également sociétaire de la Société des gens de lettres et de l’Association internationale des critiques d'art.

## Publications
- Plus de 170 chroniques dans Esprit, 1956-1987[3].
- Bidules, Éditions du Seuil, 1958.
- « Jeux du sexe et de la mort dans le vaudou » (avec Alfred Métraux), dans La Nouvelle Revue française n°125, mai 1963, p. 796-809.
- Participation à Dostoïevski, Paris : Hachette, coll. « Génies et réalités », 1971[4]
- Les Petits Cirques, Éditions L'Âge d'Homme, coll. « La Voie ouverte » :

1. Balivernes, 1973.
2. Fariboles, 1973.

- Le Musée de l'or de Bogota (avec Henri Lehmann), Paris : Presses artistiques, 1973. Catalogue d'une exposition du Petit Palais, reprenant une exposition réalisée à Bruxelles l'année précédente.
- « Lacenaire », dans Les Grandes Affaires criminelles t. 3, Genève : Édito-Service, 1975.
- L’Enfance ailleurs : Mémoires juives (coordination), Paris : Clancier-Guénaud, 1980. Recueil de témoignages[2].
- Les Enfants du Juif errant : Itinéraires d’émigrés (coordination), Paris : L'Harmattan, 1990. Recueil de témoignages.
- Raúl Córdula : pinturas, Salvador de Bahia : Museu de Arte Moderna da Bahia, 1999. Catalogue d'exposition.

## Réalisations radiophoniques
- 1965 : Barbey d’Aurevilly (deux heures)
- 1966 : L’Aventure (dix émissions de 30 minutes)
- 1967 : Correspondance de Barbey d’Aurevilly (deux heures)
- 1970 : Les feuilles mortes : Biennale de Peinture, Atelier de création
- 1974 : Je suis né assassin comme on naît poète : Lacenaire (deux heures)
- 1976 : Entretiens avec Alain Cuny (cinq émissions de dix minutes)
- 1976 : Une femme dans le monde des hommes : correspondance de George Sand (dix émissions de trente minutes)[5]
- 1979 : Il faut danser comme les autres ils dansent (montage dramatique de deux heures)